# Le ateniesi
Le ateniesi è un romanzo dello scrittore e storico italiano Alessandro Barbero, ambientato durante la fase deceleica della Guerra del Peloponneso tra Atene e Sparta e ispirato ai fatti relativi al Massacro del Circeo.

## Antefatto storico
La spedizione ateniese in Sicilia si è risolta in una clamorosa disfatta, gli spartani sono al contrattacco. Re Agide II decide l’invasione dell’Attica che si risolve con l’occupazione di Decelea, poco fuori le mura di Atene.

## Trama
Il prologo si svolge durante la Battaglia di Mantinea, che sette anni prima dell’inizio della narrazione vide la totale sconfitta di Atene e Argo per opera di Sparta e dei suoi alleati. Due opliti ateniesi di mezza età, Polemone e Trasillo, scampano alla strage ma vengono entrambi feriti.
La storia vera e propria inizia nell’inverno del 411 a.C., quando gli spartani sono accampati a Decelea e nella città di Atene il popolo riunito in assemblea è determinato a proseguire la guerra a oltranza. Un gruppo di aristocratici capitanati dal nobile Crizia complotta per rovesciare il regime democratico per sostituirlo con un’oligarchia. Siccome il popolo non accoglierebbe con favore il fatto di essere escluso dalle assemblee, i congiurati decidono di arrivare al cambiamento con gradualità, spargendo il terrore affinché siano i cittadini stessi a rinunciare a parte della libertà per riacquistare la sicurezza.
Uno dei congiurati, il ricco Eubulo, decide di far assassinare da un sicario il contadino suo vicino di casa nella tenuta di campagna. Costui è il reduce Trasillo, che ancora vive accanto all’amico contadino Polemone fuori le mura, non distante da Decelea. I due sono vedovi, e hanno in casa ognuno una figlia adolescente, rispettivamente la diciottenne Glicera e la sedicenne Charis; come molti giovani, le due sono insofferenti delle regole loro imposte, e Glicera in particolare è attratta da Cimone, il giovane vicino di casa figlio del ricco Eubulo. Il giovane sfaccendato è altrettanto insofferente dell’autorità genitoriale, e la compagnia di due amici della sua condizione, Argiro e Cratippo, lo spinge a un’iniziativa oltraggiosa. Notata la propria influenza sulla giovane Glicera, la invita sfacciatamente a portargli in casa dei fichi, una sera in cui tutti gli adulti si trovano a teatro per assistere alle rappresentazioni tradizionali delle festività Lenee.
L'ingenua Glicera accetta con entusiasmo, e anzi conduce con sé l’amica Charis. Eubulo è a teatro, come pure Polemone, Trasillo e tutti gli ateniesi adulti; il giovane Cimone ha congedato tutti gli schiavi, compresa la preferita del padre, Andromaca, cittadina dell’isola di Milo alleata di Sparta e brutalmente devastata dagli ateniesi cinque anni prima; suo marito è stato sgozzato come tutti gli uomini, e il figlioletto fatto schiavo a sua volta e allontanato dalla madre. Il sorteggio stabilisce che la prima delle tre commedie in gara quest’anno sia Lisistrata di Aristofane, che racconta di uno sciopero delle donne greche contro la guerra. Da questo punto in poi, il romanzo presenta a capitoli alterni la commedia che gli spettatori vedono a teatro, e la tragedia che va in scena nella casa di campagna di Eubulo.
Stanca della lontananza degli uomini, al fronte per la guerra, l’ateniese Lisistrata si mette d'accordo con la spartana Lampitò per proclamare uno sciopero a oltranza del sesso: le donne non giaceranno più con i mariti finché non sarà siglata la pace tra le due città e i rispettivi alleati. Per rimarcare la protesta, le donne occupano l’Acropoli di Atene, particolare che fa trasalire il congiurato Crizia essendo esso uno dei punti principali del suo piano di rovesciamento della democrazia ateniese. Gli anziani della città reagiscono, ma vengono fermati dalle donne che gettano acqua sul fuoco appiccato alle pendici del monte per stanare le scioperanti. Dopo giorni e giorni di astinenza, gli ateniesi accettano di trattare. Giunge da Sparta un araldo, la cui eccitazione per mancanza di rapporti coniugali è dimostrata da un enorme fallo che sbuca dalla veste, e si incontra con l’ateniese Cinesia, nello stesso stato di astinenza. Si avviano trattative di pace, e Lisistrata tiene un discorso pacifista sulle radici comuni di tutti i greci che non dovrebbero battersi tra di loro ma contro i barbari. La pace viene festeggiata immediatamente con una festa durante la quale le donne tornano dai mariti.
Nel frattempo, Glicera e Charis arrivano a casa di Cimone, ma appare subito chiaro che il giovane aristocratico e il suo amico Argiro hanno intenzione di approfittare delle due fanciulle. Dato che le ragazzine sono vergini e hanno la ferma intenzione di mantenersi tali, ciò scatena la violenza dei due uomini, e di Cimone specialmente, che pretende di sottometterle alle proprie voglie come se fossero schiave. Mentre i genitori assistono ignari alle vicissitudini di Lisistrata, Lampitò e compagne, nella casa fuori le mura va così in scena un'autentica tragedia: le ragazze vengono picchiate, spogliate malgrado l’inverno, chiuse in un magazzino e poi separate per dominarle meglio. Charis è costretta a un rapporto orale, poi i due uomini si ubriacano per trovare la forza di stuprare le ragazzine, con Glicera che viene legata di mani e piedi. Frustrato dalla mancanza di erezione, Cimone infierisce e arriva a violentare Charis con brutalità, usando anche un utensile meccanico. Il sopraggiungere di un terzo amico, Cratippo, più deciso e scellerato degli altri, porta a un tentativo di assassinio per far sparire le prove. Il piano viene interrotto dal sopraggiungere di Atheas, lo scita che Eubulo ha inviato per assassinare Trasillo; l’uomo armato si scontra con i giovani, con lo scita che pur morendo nello scontro colpisce Cratippo e ferisce mortalmente Argiro. Nel frattempo Andromaca raggiunge a sua volta la casa di campagna, insospettita dalle intenzioni di Cimone; è lei a sottrarre le due fanciulle alla morte, uccidendo Cratippo e Cimone e rivendicando il suo status di donna libera,  Aglaia figlia di Callicratida di Melos.
Il giorno successivo Crizia convoca l’assemblea e, affermando che la catena di omicidi in casa di Eubulo è sintomo dell’insicurezza generale, chiede la nomina di una magistratura di dieci persone per ristabilire l’ordine; ma l’intervento di Polemone, che denuncia le inaudite violenze subite dalla figlia Charis, sposta l’opinione del popolo contro gli aristocratici. La democrazia, per ora, è salva.

## Edizioni
- Alessandro Barbero, Le Ateniesi, collana Scrittori italiani e stranieri, Mondadori, 8 settembre 2015,  p. 211, ISBN 978-8804652359.
- Alessandro Barbero, Le Ateniesi, Oscar bestsellers, Mondadori, 20 aprile 2020,  p. 224, ISBN 978-8804730545.
- Alessandro Barbero, The Athenian Women: A Novel, Europa editions, 2018,  p. 256, ISBN 978-1609454197.